# Landkreis Dessau-Köthen
| Basisdaten       | Basisdaten    |
| ---------------- | ------------- |
| Bestandszeitraum | 1932–1950     |
| Verwaltungssitz  | Köthen        |
| Einwohner        | 81.840 (1939) |
| Gemeinden        | 123 (1950)    |
| Wappen           |               |
|                  |               |

Der Landkreis Dessau-Köthen (bis 1939 Kreis Dessau-Köthen) bestand von 1932 bis 1950 im Freistaat Anhalt bzw. im Land Sachsen-Anhalt. Sein früheres Gebiet gehört heute größtenteils zur Stadt Dessau-Roßlau und zum Landkreis Anhalt-Bitterfeld.

## Geschichte
Der Kreis Dessau-Köthen wurde am 1. Januar 1932 durch den Zusammenschluss der Kreise Dessau und Köthen gebildet. Die Stadt Dessau wurde zunächst zum Verwaltungssitz bestimmt. Am 15. April 1933 wurde die Stadt Dessau ohne die 1930 eingemeindeten Landgemeinden Dellnau, Jonitz, Naundorf bei Dessau, Pötnitz und Scholitz ausgegliedert und zu einem eigenen Stadtkreis erhoben. Gleichzeitig wurden Dellnau, Pötnitz und Scholitz zur Gemeinde Mildensee zusammengeschlossen. Am 1. Mai 1933 wurde unter Landrat Emil Evers die Kreisverwaltung nach Köthen verlegt. Am 20. Januar 1934 kam es aufgrund der Regulierung der Fuhne zu einem Gebietsaustausch zwischen Cattau und Löbejün aus dem Saalkreis. Am 21. August 1934 wurde auch die Stadt Köthen aus dem Kreis ausgegliedert und zu einem eigenen Stadtkreis. Am 1. April 1935 wurde die Deutsche Gemeindeordnung vom 30. Januar 1935 eingeführt; folglich wurden die Landgemeinden als Gemeinden bezeichnet. Ab 1939 hieß der Kreis Landkreis Dessau-Köthen. Am 1. April 1942 wurden die bis dahin preußischen Gemeinden Goltewitz, Möst bei Schierau, Pösigk, Priorau, Repau und Schierau aus dem preußischen Landkreis Bitterfeld sowie die Gemeinde Löbnitz an der Linde aus dem Saalkreis eingegliedert. Die Gemeinde Wadendorf wurde im Gegenzug den Landkreis Bitterfeld abgetreten.
Am 1. November 1945 schieden die beiden Gemeinden Mildensee und Waldersee aus dem Landkreis aus und wurden in die kreisfreie Stadt Dessau eingegliedert.
Seit dem 7. Oktober 1949 war der Landkreis Teil der DDR. Am 1. Juli 1950 wurde er im Rahmen der ersten Kreisreform in der DDR aufgelöst:
- Die Städte Jeßnitz und Raguhn sowie die Gemeinden Bobbau, Kleinmöhlau und Siebenhausen kamen zum Landkreis Bitterfeld.
- Die Gemeinde Kochstedt wurde nach Dessau eingemeindet
- Alle übrigen Städte und Gemeinden des Landkreises wurden mit dem Stadtkreis Köthen sowie der Stadt Aken a./E. sowie den Gemeinden Chörau und Micheln des Landkreises Calbe zum neuen Landkreis Köthen vereinigt. Dieser wurde bei der Kreisreform von 1952 grundlegend neu abgegrenzt.

## Einwohnerentwicklung
| Jahr | Evangelische | Katholiken | Sonstige Christen | Juden | Gesamt |
| ---- | ------------ | ---------- | ----------------- | ----- | ------ |
| 1933 | 61.001       | 1.936      | 0                 | 60    | 67.129 |
| 1939 | 73.259       | 5.049      | 312               | 42    | 81.840 |
| 1946 | 104.812      |            |                   |       |        |

## Landräte
- 1933–1943 Emil Evers (1897–1945)

## Städte und Gemeinden

### Stand 1950
Zum Zeitpunkt seiner Auflösung gehörten dem Landkreis Dessau-Köthen sechs Städte und 117 weitere Gemeinden an:
| - Arensdorf - Baasdorf - Biendorf - Bobbau - Bobbe - Brandhorst - Cattau - Cörmigk - Cosa - Cösitz - Crüchern - Diebzig - Diesdorf - Dohndorf - Drosa - Edderitz - Elsdorf - Elsnigk - Fernsdorf - Fraßdorf - Frenz - Friedrichsdorf - Gerlebogk - Glauzig - Gnetsch - Gohrau - Goltewitz - Görzig - Griesen - Gröbzig, Stadt - Großbadegast | - Großpaschleben - Großwülknitz - Hinsdorf - Hohnsdorf - Hohsdorf - Horstdorf - Hoyersdorf - Ilbersdorf - Jeßnitz, Stadt - Kakau - Kleinbadegast - Kleinmöhlau - Kleinpaschleben - Kleinweißandt - Kleinwülknitz - Kleinzerbst - Kleutsch - Kochstedt - Körnitz - Lausigk - Lennewitz - Libbesdorf - Libehna - Lingenau - Löbnitz an der Linde - Locherau - Maasdorf - Marke - Meilendorf - Merzien - Mölz | - Mosigkau - Möst bei Schierau - Naundorf vor der Heide - Niesau - Oranienbaum, Stadt - Osternienburg - Pfaffendorf - Pfitzdorf - Pfriemsdorf - Piethen - Pißdorf - Plömnitz - Porst - Pösigk - Preußlitz - Priorau - Prosigk - Quellendorf - Radegast, Stadt - Raguhn, Stadt - Rehsen - Reinsdorf - Repau - Reppichau - Retzau - Reupzig - Riesdorf - Riesigk - Rohndorf - Rosefeld - Scheuder | - Schierau - Schönitz - Schortewitz - Sibbesdorf - Siebenhausen - Sollnitz - Storkau - Thurau - Thurland - Tornau vor der Heide - Trebbichau an der Fuhne - Trebbichau bei Wulfen - Trinum - Vockerode - Wehlau - Weißandt-Gölzau - Wenndorf - Werdershausen - Wiendorf - Wohlsdorf - Wörbzig - Wörlitz, Stadt - Wulfen - Würflau - Zabitz - Zehbitz - Zehmigkau - Zehmitz - Zehringen - Ziebigk |

### Vor 1950 ausgeschiedene oder aufgelöste Städte und Gemeinden
- Breesen, am 1. April 1937 zu Reupzig
- Dessau, seit dem 15. April 1933 Stadtkreis
- Gölzau und Großweißandt, am 1. April 1937 zu Weißandt-Gölzau zusammengeschlossen
- Jonitz, am 1. April 1935 zu Waldersee
- Kleckewitz, am 1. Juli 1936 zu Raguhn
- Kleinleipzig, am 1. Juli 1936 zu Thurland
- Köthen, seit dem 21. August 1934 Stadtkreis
- Mildensee, am 1. November 1945 zu Dessau
- Naundorf bei Dessau, am 1. April 1935 zu Waldersee
- Priesdorf, am 1. April 1937 zu Cösitz
- Roßdorf, am 1. Juli 1936 zu Jeßnitz
- Wadendorf, am 1. April 1942 zum Landkreis Bitterfeld
- Waldersee, am 1. November 1945 zu Dessau
- Zeundorf, am 1. April 1937 zu Schortewitz

## Wappen
Blasonierung: „Geviert, belegt mit einem mit Herzschild; Feld 1: in Silber ein goldbewehrter roter Adler am Spalt, Feld 2: neunmal Schwarz über Gold geteilt, belegt mit einer grünen Raute, Feld 3: geviert in Gold und Rot, Feld 4: in Schwarz ein natürliches Rebhuhn auf grünem angeschnittenen Dreiberg. Der Herzschild zeigt in Silber einen schreitenden schwarzen Bären auf roter, schwarz gefugter Zinnenmauer mit offenem Tor.“
Bereits 1934 erhielt der Landkreis die Genehmigung zur Führung eines Wappens. Dieses zeigte das Anhaltische Stammwappen, belegt mit dem Fatasiewappen Eike von Repgows und wurde drei Jahre später verändert. Das in der o. g. Blasonierung angesprochene Wappen erhielt der Landkreis im August 1937. Die Felder 1 und 2 zeigen das Wappen des anhaltischen Fürstenhauses, Feld 3 das Wappen der Grafschaft Waldersee, Feld 4 das Wappen Eikes von Repgows (Anmerkung: sein Wappen ist nicht überliefert und wurde ihm Jahrhunderte später angedichtet), des Verfassers des Sachsenspiegels, dessen vermeintliche Geburtsstätte Reppichau ist. Der Herzschild zeigt das Wappen des Freistaates Anhalt von 1924.